# 沃恩·弗莱明
沃恩·弗莱明（英語：Vern Fleming，1962年2月4日—），美国NBA联盟职业篮球运动员。他在1984年的NBA选秀中第1轮第18顺位被印第安纳步行者选中。